# Волович, Игорь Васильевич
 Игорь Васильевич Волович (род. 9 августа 1946, с. Вохтомское Коношского района Архангельской области) — советский и российский учёный-математик, специалист в области математической физики, доктор физико-математических наук, член-корреспондент Российской академии наук (2003), заведующий отделом математической физики МИАН.

## Биография
Родился 9 августа 1946 года в с. Вохтомское Коношского района Архангельской области. В 1970 году окончил физический факультет МГУ.
С 1970 по 1973 аспирант, затем младший и старший научный сотрудник, с 1991 г. — ведущий научный сотрудник, зав. отделом математической физики Математический институт имени В. А. Стеклова РАН.
Докторская диссертация на тему «Математические вопросы суперсимметричной и p-адической теории поля» по спец. 01.01.03 / АН СССР. Мат. ин-т им. В. А. Стеклова, 1990 г.
Избран членом-корреспондентом Российской академии наук по Отделению математических наук (специализация «математика») 22 мая 2003 года.

### Научный вклад
Решил ряд известных задач и заложил основы новых крупных направлений математической физики, получившие широкое признание — р-адическая математическая физика и метод стохастического предела в квантовой теории динамических систем.
Предложенная Воловичем конструкция р-адических струн и р-адической квантовой механики пробудила широкие исследования у нас в стране и за рубежом по применениям р-адических чисел в математической физике.
Существенно развив и обобщив ряд предшествующих работ Н. Н. Боголюбова, И. Р. Пригожина и других исследователей, И. В. Волович разработал метод стохастического предела исследования динамических свойств квантовых моделей. Этот метод широко используется отечественными и зарубежными исследователями.
Предложил и решил уравнения суперавтодуальности для суперсимметричной теории Янга — Миллса, решил модель статистической механики с теплицевым взаимодействием на полуоси, предложил и исследовал модели теории струн со связностью на поверхности струны, в частности, теорию струн с кручением и теорию аффинных струн. Построил решения уравнений многомерной теории Калуцы — Клейна и эффективной теории суперструн с дополнительными времениподобными измерениями.
В 2000-е годы внимание учёного привлекли исследования в области квантовых компьютеров. В этой области он, в частности, построил квантовый аналог машины Колмогорова и предложил метод редукции квантовой декогерентности.
Исследовал пространственно-временные характеристики зацепленных квантовых состояний.

### Научные труды
Является автором более 230 научных работ, в том числе двух монографий.
Основные труды:
1. Владимиров В. С., Волович И. В., Зеленов Е. И. {\displaystyle P}-адический анализ и математическая физика. — М.: Наука, 1994. — 352 с. — ISBN 5-02-015038-X
2. M. Ohya, I. Volovich, Mathematical foundations of quantum information and computation and its applications to nano- and bio-systems, Springer, Dordrecht, 2011, ISBN 978-94-007-0170-0, xx+759 pp.
3. L. Accardi, Lu Yun Gang, I. Volovich, Quantum theory and its stochastic limit, Springer-Verlag, Berlin, 2002, xx+473 pp.
4. Волович И. В., Трушечкин А. С. Асимптотические свойства квантовой динамики в ограниченных областях на различных масштабах времени // Изв. РАН. Сер. матем., — 2012. — Т. 76, № 1. — С. 43-84
5. I. V. Volovich, «p-adic string», Classical Quantum Gravity, 4:4 (1987), L83-L87

### Преподавательская деятельность
Подготовил 3-х кандидатов наук.
С осени 2008 г. является научным руководителем Лаборатории математической физики механико-математического факультета Самарского государственного университета, созданной 31 октября 2008 года в соответствии с решением Международной конференции по математической физике и её приложениям и решением научно-технического совета университета.

## Гражданская позиция
И. В. Волович посчитал возможным подписать вместе с целым рядом академиков, чл.-корров и профессоров РАН Письмо в поддержку В. В. Кудрявцева — пожилого математика из ЦНИИмаш, обвинённого в госизмене за участие в открытом международном космическим проекте Transhyberian, выполнявшимся в рамках Седьмой рамочной программы Евросоюза и при наличии всех требовавшихся законодательством разрешений по этому поводу.

## Награды и звания
- Награждён медалью «В память 850-летия Москвы» (1997).
- Золотая медаль имени П. Л. Чебышёва за цикл работ «Метод стохастического предела исследования динамических свойств квантовых моделей» (2007 г.)